# Comissió bancària
Una comissió bancària és el cobrament per part d'una entitat financera d'una determinada quantitat de diners per la prestació de determinats serveis als seus clients.

## Tipus de comissió

### Comissió de manteniment i administració
Els clients d'entitats financeres amb comptes corrents vinculats a operacions d'actiu o passiu (és a dir, un préstec o un dipòsit bancari) no han de suportar cap mena de comissió de manteniment i/o administració. En cas contrari, no es considera una bona pràctica bancària.
| «                                                                    | Comissió de manteniment en comptes vinculats a una altra operació d'actiu o passiu El Servei de Reclamacions considera que no correspon als clients suportar cap comissió per manteniment i/o administració quan els comptes es mantenen, amb la finalitat d'ésser utilitzades exclusivament per abonar els interessos d'un dipòsit, o per donar servei a un préstec hipotecari, – per imposició de l'entitat, doncs conduiria a l'absurd que el client pagui per complir una obligació —obertura de compte per facilitar la gestió de l'entitat— que aquesta li va imposar en interès propi, essent clarament contrari al principi de reciprocitat i a les bones pràctiques i usos bancaris, o – per voluntat de l'interessat, doncs la comissió mancaria de causa. Tanmateix, si les entitats neguessin la gratuïtat a aquest canal de pagament, podrien habilitar alternativament qualsevol altre procediment perquè els prestataris poguessin fer els pagaments sense cap cost (com transferències a un compte habilitat a tal fi, domiciliació en comptes oberts en altres entitats, etc.). De no ésser així, haurien d'informar del cost a suportar en el moment de la contractació. | » |
| — BANCO DE ESPAÑA (2010): Memoria del Servicio de Reclamaciones 2009 | |   |

### Comissió per operacions de pagament transfronterer
Les operacions de pagament transfonterer són aquelles ordres que consisteixen a realitzar transferències a un altre estat, dipositar fons o retirar diners en un altre país. Això inclou, per tant, les transferències bancàries, les disposicions en efectiu, els reintegraments en caixers automàtics mitjançant targeta, entre d'altres, realitzats o que tenen destinació en un estat diferent al d'origen del compte corrent. Per reglament, l'import de la comissió de l'operació de pagament entre estats de la Unió Europea ha d'ésser el mateix que si l'operació realitzada fos dins de l'estat d'origen.
| «                                                                          | Article 3. Comissions aplicables a les operacions de pagament transfronterer i als pagaments nacionals equivalents 1. Les comissions cobrades per un proveïdor de serveis de pagament a un usuari d'aquests serveis en relació amb pagaments transfronterers fins a un import màxim de 50 000 EUR seran iguals que les comissions cobrades per aquest proveïdor de serveis als usuaris de serveis de pagament en relació amb pagaments nacionals equivalents d'igual quantia i en la mateixa moneda. | » |
| — Reglament del Parlament Europeu i del Consell de 16 de setembre de 2009. | |   |

### Comissió per ingrés en efectiu
| «                                                                     | Comissió per ingressos en efectiu Per definició, l'acceptació d'ingressos en efectiu per a abonament en un compte de la pròpia entitat receptora constitueix una prestació del servei de caixa, inherent al contracte de compte, i, per tant, no pot ésser remunerat de forma independent. És a dir, atès que en aquests supòsits el servei de caixa es retribueix a través de la comissió de manteniment, deure qualsevol altra comissió es considera improcedent. En conseqüència, sempre que l'ordenant de l'ingrés no pretengui un servei addicional al del simple ingrés d'efectiu en el compte d'un tercer, com, per exemple, identificar el concepte de l'ingrés o el nom de l'ordenant, les entitats no estan habilitades per deure cap comissió per aquest servei de caixa. | » |
| — BANCO DE ESPAÑA (2010): Memoria del Servicio de Reclamaciones 2009. | |   |

### Despeses de correu
Les entitats financeres han de comunicar gratuïtament al client l'extracte dels moviments del compte corrent per reglament, encara que això es pot realitzar presencialment, electrònicament, per correu postal, o a través d'altres mitjans. En conseqüència, només en el cas que estigui previst en el contracte i que el mitjà emprat per a la comunicació suposi una despesa real, les entitats poden repercutir –carregar– al client les despeses d'enviar documents, extractes i liquidacions.
| «                                       | Article 15. Dipòsits a la vista 1. Sense perjudici de l'establert en l'Ordre EHA/1608/2010, de 14 de juny, sobre transparència de les condicions i requisits d'informació aplicables als serveis de pagament, les entitats de crèdit hauran de comunicar gratuïtament al client, almenys mensualment, l'extracte de tots els moviments produïts en el seu compte corrent, si n'hi hagués, amb informació relativa a la data, concepte i import de l'operació. En tot cas, s'haurà de proporcionar al client una còpia de la informació relativa a qualsevol operació realitzada a través de qualsevol dipòsit a la vista. | » |
| — Ordre EHA/2899/2011, de 28 d'octubre. | |   |

| «                                                                     | Despeses de correu Recullen el cost que suposa (sense benefici per a l'entitat de crèdit) l'enviament de qualsevol document que mantingui informat al client de la seva situació. Després de l'entrada en vigor de la Llei 16/2009, de Serveis de pagament, no es deuran aquestes despeses als clients pel compliment de llurs obligacions d'informació, quan òbviament estiguin referides a aquest tipus de serveis o contractes que els sustenten. Tanmateix, podrà acordar-se el seu cobrament per la comunicació d'informació addicional o més freqüent, o per la transmissió d'aquesta per mitjans de comunicació diferents dels especificats en el contracte marc, sempre que hagués estat sol·licitada per l'usuari del servei i que les despeses fossin adequades i concordes amb els costos efectivament suportats. Fora d'aquests supòsits, quan les entitats carreguin despeses de correu, per estar legitimades per a això, hauran d'indicar-se aquests amb la màxima claredat. En qualsevol cas, aquest Servei considera que, atès que l'entitat no pot repercutir més que els costos efectivament incorreguts, per compte de tercers, en cada enviament no seria admissible que: – Es deguessin tantes despeses de correu com a documents remesos en el mateix enviament, doncs acceptar-ho implicaria un lucre improcedent per a l'entitat. – Es fes recaure en el client l'import íntegre de la despesa si l'enviament és aprofitat per l'entitat per incloure informació addicional a la pactada o informació no requerida ni acceptada prèviament pel client. Tampoc no es considera una bona pràctica bancària que les entitats repercuteixin les despeses de correu als seus clients quan aquests han donat instruccions inequívoques que no se'ls remeti cap comunicació per aquest mitjà. | » |
| — BANCO DE ESPAÑA (2012): Memoria del Servicio de Reclamaciones 2011. | |   |